# Nouvel humanisme allemand

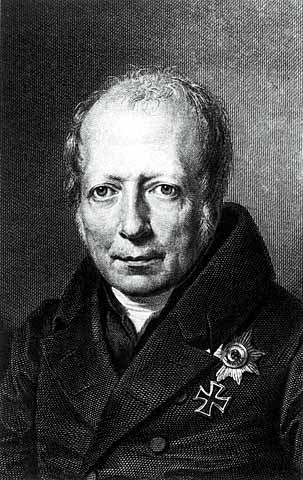
Wilhelm von Humboldt

Le nouvel humanisme allemand, ou Neuhumanismus est un mouvement né en Allemagne vers 1750. Le terme a été forgé par l'historien Friedrich Paulsen. Il regroupe des auteurs qui, à l'instar des humanistes de la Renaissance, reviennent aux sources de l'Antiquité gréco-latine. Leur approche est centrée sur l'homme, et sur sa formation. Ses représentants les plus connus sont Johann Matthias Gesner, Johann August Ernesti, Christian Gottlob Heyne, Friedrich August Wolf, Gotthold Ephraim Lessing, Johann Gottfried Herder, Johann Wolfgang von Goethe, Friedrich Schiller, Friedrich Hölderlin et Wilhelm von Humboldt.